# The Killers
The Killers er et amerikansk rockband, der fik sit gennembrud med pladen Hot Fuss fra 2004, som hurtigt blev en international salgsucces med over 4 millioner solgte albums.

## Karriere
The Killers blev startet i Las Vegas i 2002 af de to Oasis-fans Brandon Flowers og David Keuning.
Allerede året efter udsendte gruppen singlen "Mr. Brightside" i en limited edition på det lille engelske selskab Lizard King. Kort efter skrev de kontrakt med pladeselskabet Island/Universal.
I 2004 udkom debutalbummet Hot Fuss, som generelt blev positivt modtaget. Både i England og USA placerede pladen sig højt på hitlisterne, og også i Danmark var The Killers i flittig radiorotation med numre som "Somebody Told Me" og "Mr. Brightside".
Især i England fik gruppen succes. Musikbladet NME kårede ved årets udgang The Killers til 2004's bedste internationale band og udråbte Brandon Flowers til årets bedst klædte musiker og mest sexede mand.
Hjemme i USA var The Killers på baggrund af Hot Fuss blandt de ti finalister i opløbet om den kvalitetsorienterede musikpris The Shortlist Prize, som dog endte med at gå til TV On The Radio.
Musikalsk kommer gruppens inspiration fra britiske navne som New Order, Duran Duran og især The Cure, og forsanger Brandon Flowers synger med en markant britisk accent. Tøjstils-mæssigt er der mere engelsk dandy end amerikansk slacker over bandet, der har udvist en udpræget hang til tjekket tøj og trendy jakkesæt.
I 2006 udkom gruppens andet album, Sam's Town. At The Killers i mellemtiden var blevet store stjerner i Danmark blev understreget af, at bandets koncert i Store Vega den 1. november 2006 blev udsolgt på bare seks minutter.
I november 2007 udsendte gruppen opsamlingen Sawdust, der indeholdt B-sider, lidt nyt materiale og et par covernumre – bl.a. Dire Straits' "Romeo & Juliet".

## Diskografi
- Hot Fuss (2004)
- Sam's Town (2006)
- Sawdust (2007)
- Day And Age (2008)
- (Red) Christmas - EP (2011)
- Battle Born (2012)
- Wonderful Wonderful (2017)
- Imploding the Mirage (2020)
- Pressure Machine (2021)